# Chisato Moritaka
Chisato Moritaka (森高千里?, Moritaka Chisato; Ibaraki, 11 aprile 1969) è una cantante, cantautrice, polistrumentista, idol giapponese.
Ha debuttato come cantante nel 1987, successivamente si è cimentata come polistrumentista (batteria, chitarra, ecc).
I suoi genitori sono Shigekazu Moritaka (membro del gruppo rockabilly Orange Hill) e Chizuko Moritaka (un'ex-attrice). Suo marito è l'attore Yosuke Eguchi.

## Carriera
Nata a Ibaraki nella Prefettura di Osaka, da bambina si è trasferita a Kumamoto con la famiglia.

### Anni '80
Nel 1988 ha scritto per la prima volta un testo di una canzone, cioè la title track dell'album "Mi-ha", ma durante le prove del tour promozionale venne ricoverata a causa di una gastroenterite dovuta allo stress e fu costretta a rimanere in ospedale per una settimana. Questa esperienza le ha ispirato la canzone "The Stress" e, visto il grande successo, da allora ha sempre scritto i testi delle sue canzoni da sola.
Durante le scuole superiori entrò in un gruppo chiamato "Le Paradis" in cui suonava la batteria e il basso, ma non cantava. Nel 1986 vinse il concorso indetto dalla Otsuka Pharmaceutical per diventare testimonial della Pocari Sweat. Nello stesso anno si trasferì a Tokyo per continuare la carriera artistica e si iscrisse alla scuola superiore Horikoshi. Nella primavera del 1987, è apparsa nei panni della protagonista Chisato Matsumae nel film della Toho "Aitsu ni koi shite" e ha debuttato come cantante con la sigla del film "NEW SEASON". Inizialmente faceva la cantante e allo stesso tempo lavorava come attrice e tarento, dopo la sua prima esibizione dal vivo allo Shibuya LIVE INN il 7 settembre del 1987 iniziò gradualmente a concentrarsi sull'attività di cantante.
Nel 1989 pubblicò il remake di "17sai" di Saori Minami, che divenne un successo. Gli album "Hijitsuryokuha sengen" e "Kokon Tozai" vennero molto apprezzati per i suoi testi.

### Anni '90
Il singolo estratto dall'album "ROCK ALIVE" del 1992, "Watashi ga Obasan ni nattemo" divenne un successo e durante il tour promozionale molte spettatrici hanno indossato gli stessi suoi abiti diventando così sue cosplayer. Dall'album "Pepperland" uscito nel novembre dello stesso anno, inizia a suonare strumenti musicali (chitarra, basso, piano, batteria, ecc.) in quasi tutte le canzoni, passando da un suono registrato alla musica dal vivo.
Nel 1993 i singoli "Watarasebashi" e "Kaze ni Fukarete" divennero dei successi, ma nel 1994 dovette annullare tutti i concerti in programma a causa di un problema all'articolazione temporomandibolare, che la costrinse a evitare i tour per due anni. In quel periodo ha presentato la canzone "Rock'n Omelette" nel programma per bambini "Ponkickies".
Nel 1995 ha partecipato con il gruppo di Shigeru Izumiya al concerto per la raccolta di fondi a favore delle vittime del terremoto di Kobe, in cui suonava la batteria. Nel 1997 e nel 1998 ha recitato insieme a Haruomi Hosono nella pubblicità della Lawson, in cui interpretavano marito e moglie e con cui realizzò l'album "Kotoshi no natsu ha more better". Nel 1999, ha scritto la canzone "Mirai" per il meeting di educazione fisica tenutosi nella prefettura di Kumamoto.
Legata all'attore Yosuke Eguchi dal 1995, si sposarono dal 3 giugno 1999 quando lei scoprì di essere incinta. Nel febbraio 2000 è nata la loro primogenita Ayaka e nel maggio 2002 il secondogenito Daito. Con l'arrivo dei figli si è concentrata sulla loro crescita e ha lavorato sporadicamente in spot pubblicitari.
Oltre a suonare durante le sue esibizioni si è prestata come strumentista (soprattutto alla batteria) per altri cantanti.

### Anni 2000
Dal 2000 si è dedicata alla famiglia limitando la sua esposizione ai mass media a rare occasioni.

### Anni 2010
Negli anni 2010 ha ripreso l'attività artistica.
Il 9 aprile 2011 ha partecipato all'evento di beneficenza per le vittime dello tsunami "Ganbarou Nippon Ai wa Katsu ~ From Yokohama with love ~" allo Yamashita Park. Ha cantato "Ai wa katsu".
Il 25 maggio 2012, in occasione del 25º anniversario del suo debutto come cantante, ha rinnovato il suo sito ufficiale e ha lanciato il suo canale ufficiale YouTube, la sua pagina ufficiale facebook e la sua pagina ufficiale google+. Ha dichiarato pubblicamente di voler riprendere l'attività di cantante, annunciando l'uscita di un album con i suoi grandi successi proprio in occasione di questo anniversario, tornando così alla ribalta mediatica.
Il 13 novembre 2013 è stato pubblicato il secondo singolo del DJ tofubeats "Don't Stop The Music", che includeva "Don't Stop The Music feat. Chisato Moritaka", in cui la cantante partecipava. 
Il 25 maggio 2017 ha festeggiato il trentesimo anniversario dal suo debutto come cantante.
Hanno eseguito il "Kono Machi Tour 2019" da gennaio a dicembre 2019, per la prima volta in 21 anni, con 37 esibizioni in 36 località. In seguito al successo riportato venne annunciato un secondo tour nazionale omonimo che avrebbe dovuto tenersi da giugno 2020 al 2021, ma a causa della pandemia da covid-19 è stato rinviato.
Nel giugno 2021 si è potuto svolgere il tour iniziando da Ashikaga, nella prefettura di Tochigi. Per consentire la partecipazione al maggior numero possibile di persone ha tenuto due esibizioni, una diurna e una notturna.

## Discografia
- New Season (1987)
- Mi-ha (1988)
- Mite (1988)
- Hijitsuryokuha Sengen (1989)
- Kokon Tozai (1990)
- Rock Alive (1992)
- Pepperland (1992)
- Lucky 7 (1993)
- Step by Step (1994)
- Taiyo (1996)
- Peachberry (1997)
- Kotoshi no Natsu wa More Better (1998)
- Sava Sava (1998)

## Filmografia

### Attrice
- Aitsu koi shite (30 maggio 1987, distribuzione: Toho, regista: Taku Shinshiro, produzione: Filmlink International, Warner Pioneer, ecc.) - ruolo: Chisato Matsumae
- Sharam Q no Enka no Hanamichi (agosto 1997, 8, distribuzione: Toho, regista: Yojiro Takita, produzione: Fuji Television Network)-Chisato Moritaka (cameo)

## Riconoscimenti
- 1987, Otsuka Pharmaceutical 1 ° Gran Premio del concorso per ragazza immagine Pocari Sweat
- 1989, TBS Television 22nd Japan Cable Awards, Cable Music Award ("17 sai")
- 1999, partner dell'anno[4] *Premio congiunto con Yosuke Eguchi
- 2010, NPO Japan Mothers Association 3rd Best Mother Award 2010 (categoria musica)
- 2014, Kyushu Railway Company Premio Premio Speciale (Kumamonmon)[5]
- 2018, Premio per la categoria "Women of Excellence Awards"[6]